# 秋山未来
秋山 未来（あきやま みく、Miku Akiyama、1986年12月30日 - ）は、日本の女性ファッションモデルである。

## 生い立ち
1986年（昭和61年）、東京都で生まれる。妹がおり、高校生の時に読者モデルとしてファッション雑誌『Popteen』に登場した事がある。

## 経歴
ファッション雑誌『Popteen』のスナップ写真の企画でスカウトされ、読者モデルとしてデビュー。その後、専属モデルに昇進。活動休止期間を経て、2010年12月号『EDGE STYLE』でモデル活動を再開。渋谷コレクション、原宿スタイルコレクションなどに出演。
正体不明のギャルユニットJulietをプロデュースする「Romeo」の一員とした活動する。

## 人物
趣味は人間観察、楽しい事を探すこと。特技はスポーツ。
公式ブログや2010年12月号『EDGE STYLE』とのインタビューで、20歳の時に心臓と動脈近くに縦郭腫瘍ができ、医師から余命半年を宣告されていたことを告白した。結果、優秀な医師を出会い、小さな傷を残す程度の手術で済んで、助かった。
2008年6月13日付けの公式ブログで、交際していたモデルの澤本幸秀と破局した事を発表した。

## 主なメディア出演

### 雑誌
- Popteen（角川春樹事務所）読者モデル→専属
- EDGE STYLE（双葉社、2010年12月号 - 現在）専属